# Red Barber
Pour les articles homonymes, voir Barber.
Walter Lanier « Red » Barber, né le 17 février 1908 à Columbus et mort le 22 octobre 1992 à Tallahassee, est un commentateur sportif radio et télévision qui officie durant quarante ans, principalement pour les Dodgers de Brooklyn et les Yankees de New York. Il est l'une des très grandes voix du baseball et reçoit, avec Mel Allen, le premier prix Ford C. Frick en 1978. Son vocabulaire fleuri typique de son Mississippi natal fait merveille sur les ondes. Un joueur connaît ainsi trois âges pour Barber. Il avait droit à l'appellation « Mister » en début de carrière, puis passait au stade « Big fella » en milieu de carrière pour terminer comme « Old ».
Il commence sa carrière à la radio en 1934 et à la télévision en 1939. En dehors des membres du bureau de l'organisation des Dodgers de Brooklyn, Red Barber est la première personne informée par Branch Rickey à propos de son intention de briser le code de la couleur interdisant aux joueurs noirs de jouer en ligues majeures.